# Râul Călmuș
Râul Călmuș este un curs de apă, afluent al râului Tazlăul Sărat. 